# Neosphaeroma pentaspina
Neosphaeroma pentaspina är en kräftdjursart som beskrevs av Baker1926. Neosphaeroma pentaspina ingår i släktet Neosphaeroma och familjen klotkräftor. Inga underarter finns listade i Catalogue of Life.